# شهدطوطیک نوک‌نارنجی
شهدطوطیک نوک‌نارنجی (نام علمی: Neopsittacus pullicauda) یک گونه طوطی از خانواده طوطیان سبز است که در گینه نو یافت می‌شود. زیستگاه طبیعی آن جنگل‌های کوهستانی نمناک نیمه‌گرمسیری یا گرمسیری است.
رنگ آن عمدتاً سبز، با زیرتنه قرمز و رگه‌های مایل به زرد روی سر است. می‌توان آن را با اندازهٔ کوچک‌تر و نوک نارنجی‌اش از شهدطوطیک نوک‌زرد مشابه متمایز کرد. از شهد، گل، میوه و گرده تغذیه می‌کند. به دلیل گستره وسیع و عدم کاهش شدید جمعیت، در فهرست گونه‌های کمترین نگرانی توسط IUCN جای دارد.
معمولاً در جفت، گروه‌های کوچک یا گله‌های تا ۳۰ فرد یافت می‌شود.
از گرده، شهد، گل‌ها، میوه‌ها و به‌طور نامعمول از دانه‌ها تغذیه می‌کند. شهدخوارتر از شهدطوطیک نوک‌زرد است. جستجوی غذا عمدتاً در تاج پوشش و همچنین در سطوح پایین‌تر انجام می‌شود.
فصل تولیدمثل در مهرماه است. ۲ عدد تخم می‌گذارد. در حفره‌ها آشیانه می‌سازد.